# Jouhtenus
Jouhtenus är en sjö i kommunen Nurmes i landskapet Norra Karelen i Finland. Den är 7,8 meter djup. Arean är 29 hektar och strandlinjen är 4,84 kilometer lång.  Den  ingår i Vuoksens huvudavrinningsområde.  Sjön ligger omkring 130 kilometer norr om Joensuu och omkring 460 kilometer nordöst om Helsingfors. 
Jouhtenus ligger nordväst om Petäisjärvi. 